# 格蘭扁山脈

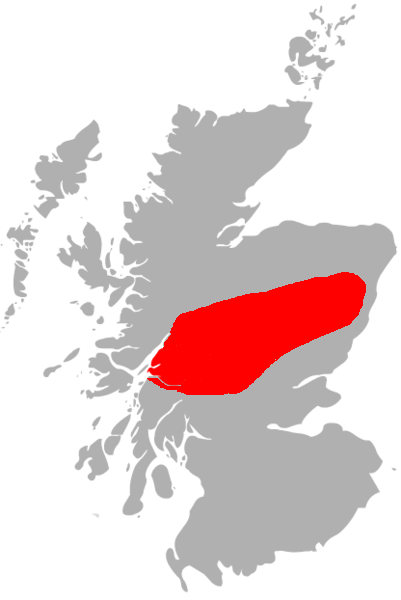
格蘭扁山脈位於蘇格蘭的位置

格蘭扁山脈（Grampian Mountains））是蘇格蘭三個主要山脈之一，該山脈橫跨蘇格蘭中部，成為蘇格蘭高地與蘇格蘭低地間的自然屏障。最高峰本尼維斯山（Ben Nevis）是英國最高的山。